# Tuffquelle und Hangwald in Loiben
Tuffquelle und Hangwald in Loiben este o arie protejată (arie specială de conservare — SAC, sit de importanță comunitară — SCI) din Austria întinsă pe o suprafață de 1,39 ha, integral pe uscat.

## Localizare
Centrul sitului Tuffquelle und Hangwald in Loiben este situat la coordonatele 47°50′09″N 14°38′43″E / 47.8358°N 14.6452°E.

## Înființare
Situl Tuffquelle und Hangwald in Loiben a fost declarat sit de importanță comunitară în noiembrie 2018 pentru a proteja un număr necunoscut de specii din flora spontană și fauna sălbatică aflate în arealul zonei. Situl a fost protejat și ca arie specială de conservare în octombrie 2021.

## Biodiversitate
Situată în ecoregiunea alpină, aria protejată conține 3 habitate naturale: Izvoare petrifiante cu formare de travertin (Cratoneurion), Păduri de fag Asperulo-Fagetum, Păduri pe pante, grohotișuri și ravene de Tilio-Acerion.
La baza desemnării sitului se află un număr nedeclarat de specii protejate.